# Vodochranilisjtje Gat
Vodochranilisjtje Gat (ryska: Водохранилище Гать) är en reservoar i Belarus.   Den ligger i voblasten Brests voblast, i den västra delen av landet, 160 km sydväst om huvudstaden Minsk. Vodochranilisjtje Gat ligger 149 meter över havet. Arean är 1,2 kvadratkilometer. Den sträcker sig 2,5 kilometer i nord-sydlig riktning, och 2,1 kilometer i öst-västlig riktning.
I omgivningarna runt Vodochranilisjtje Gat växer i huvudsak barrskog. Runt Vodochranilisjtje Gat är det ganska tätbefolkat, med 96 invånare per kvadratkilometer.